# 福基翁
福基翁（英語：Phocion），（前402年—前319年），古希腊雅典政治家和军事将领。公元前322年至公元前319年雅典的实际领导人。早年曾在柏拉图门下学习，后又与同窗色诺克拉底交往甚密。曾努力参加雅典对马其顿保持独立的活动并从中发挥作用。但后又迫于其压力而与其相妥协。公元前323年亚历山大大帝死后他在马其顿与希腊城邦之间相周旋。公元前319年他由于倡導民主制而被处决。后又被恢复名誉并给予补行国葬的待遇。他的死被拿來與82年前蘇格拉底被處死相比擬。

## 扩展阅读
- 本条目包含来自公有领域出版物的文本: Chisholm, Hugh (编).  (第11版). London: Cambridge University Press. 1911.